# Jesse Chavez
Pour les articles homonymes, voir Chavez.
Jesse David Chavez (né le 21 août 1983 à Victorville, Californie, États-Unis) est un lanceur droitier des Angels de Los Angeles de la Ligue majeure de baseball.

## Carrière
Jesse Chavez est repêché une première fois par les Cubs de Chicago le 5 juin 2001, mais il repousse l'offre pour poursuivre ses études universitaires. Il encore choisi l'année suivante, cette fois par les Rangers du Texas, mais il attend la mi-mai 2003 pour signer son contrat. Entre juin 2002 et mai 2003, il poursuit ses études universitaires au Riverside Community College.
Encore joueur de ligue mineure, Chavez est transféré chez les Pirates de Pittsburgh le 31 juillet 2006 à l'occasion d'un échange contre Kip Wells. 
Chavez débute en Ligue majeure le 27 août 2008. Il est ensuite échangé aux Rays de Tampa Bay le 3 novembre 2009 contre Akinori Iwamura.
Il rejoint les Braves d'Atlanta le 10 décembre 2009.
Le 31 juillet 2010, Chavez passe aux Royals de Kansas City en compagnie du voltigeur Gregor Blanco et du lanceur gaucher Tim Collins. En retour, les Royals cèdent le releveur Kyle Farnsworth et le voltigeur Rick Ankiel.
En octobre 2011, il est réclamé au ballottage par les Blue Jays de Toronto. La moyenne de points mérités de Chavez s'élève à 8,44 en 21 manches et un tiers lancées pour Toronto en 2012.
Le 24 août 2012, les Blue Jays transfèrent Chavez aux Athletics d'Oakland contre un montant d'argent. Employé uniquement en relève jusqu'en 2013, il alterne entre les rôles de releveur et de lanceur partant en 2014 et 2015 à Oakland. En 101 matchs des A's de 2012 à 2015, dont 47 comme partant, Chavez remporte 17 victoires contre 27 défaites avec une moyenne de points mérités de 3,98 et 330 retraits sur des prises en 363 manches et deux tiers lancées.
Il est rapatrié par les Blue Jays de Toronto, qui font son acquisition des Athletics le 20 novembre 2015 en retour du lanceur droitier Liam Hendriks. Il partage sa saison 2016 entre deux clubs : le 1er août 2016, les Jays l'échangent aux Dodgers de Los Angeles contre le lanceur droitier Mike Bolsinger.
Il rejoint les Angels de Los Angeles en 2017.

## Statistiques
| Saison | Équipe      | G   | GS | CG | SHO | V | D  | SV | IP    | SO  | ERA  |
| ------ | ----------- | --- | -- | -- | --- | - | -- | -- | ----- | --- | ---- |
| 2008   | Pittsburgh  | 15  | 0  | 0  | 0   | 0 | 1  | 0  | 15.0  | 16  | 6,60 |
| 2009   | Pittsburgh  | 24  | 0  | 0  | 0   | 1 | 4  | 0  | 67.1  | 47  | 4,01 |
| 2010   | Atlanta     | 28  | 0  | 0  | 0   | 3 | 2  | 0  | 36.2  | 29  | 5,89 |
| 2010   | Kansas City | 23  | 0  | 0  | 0   | 2 | 3  | 0  | 26.0  | 16  | 5,88 |
| Totaux | Totaux      | 139 | 30 | 0  | 0   | 6 | 10 | 0  | 145.0 | 108 | 5,09 |

Note : G = Matches joués ; GS = Matches comme lanceur partant ; CG = Matches complets ; SHO = Blanchissages ; 
V = Victoires ; D = Défaites ; SV = Sauvetages ; IP = Manches lancées ; SO = Retraits sur des prises ; ERA = Moyenne de points mérités.